# 449 av. J.-C.
Cette page concerne l'année 449 av. J.-C. du calendrier julien proleptique.

## Événements
- Printemps : expédition de Cimon contre les Perses en méditerranée orientale. Elle mobilise 200 navires, dont 60 sont envoyés en Égypte. Le stratège athénien s'empare de Marion à Chypre mais est tué devant Cition. Les Athéniens rapatrient leurs troupes, et au retour leur flotte est victorieuse des forces navales perses (chypriotes, ciliciens et phéniciens) devant Salamine de Chypre[1].
- 3 juillet (15 mai du calendrier romain) :  à Rome, les Decemviri gardent le pouvoir de leur propre autorité après la fin de leur second mandat[2].
  - Échec de l'armée levée par les decemviri contre les Sabins et les Èques[2].
  - D’après Tite-Live, le gouvernement des decemviri, dirigé par le tyrannique Appius Claudius, est renversé par la révolte de deux armées combattant les Sabins (révolte liée au récit légendaire de la mort de Verginia). La plèbe fait sécession sur l’Aventin et le mont Sacré et réclame l’accès au consulat[2].
- 25 octobre (9 septembre du calendrier romain) : début du  Consulat de  L. Valerius Potitus et Marcus Horatius Barbatus,  Sénateurs qui bannissent les précédents decemviri[2]. Ils sont les premiers qualifiés de consuls. Sous leurs consulat, selon la tradition, les lois Valeriae Horatiae stipulent que les plébiscites, résolutions votées par l’assemblée tribute, auront désormais force de loi, sauf ratification par le Sénat[3]. Les édiles sont faits gardiens des senatus-consulta et des plébiscites (auparavant les consuls avaient tendance à supprimer ou changer les senatus-consulta selon leurs volontés). L’insurrection de 449 aboutit peut-être à la reconnaissance officielle par l’état patricien des Tribuns de la plèbe. Leur pouvoir demeure néanmoins limité à la défense des intérêts de la plèbe. Ils ne sont pas admis aux séances du sénat romain, qu’ils observent de l’extérieur, à la porte de la Curie.

- Fin 449-début 448 av. J.-C. : la paix de Callias, signée à  Suse, met fin aux hostilités entre Grecs et Perses[4]. Le roi Achéménide, Artaxerxès Ier, s'engage à ne pas envoyer d'armée à plus de trois jours de marche de la mer Égée. Il renonce à ses visées sur la mer Égée, l’Hellespont et le Bosphore et reconnaît l’indépendance politique des cités grecques d’Asie Mineure.

- À Athènes, décret de Cléarque sur l'unification des poids, mesures et monnaies[5].

## Décès
- Cimon.
- Appius Claudius Sabinus.